# Histoire de la Virginie
Pour un article plus général, voir Virginie (États-Unis).
La Virginie est la première colonie anglaise d'Amérique du Nord. Fondée en 1584, elle disparut ensuite pendant une vingtaine d'années et ne prit son essor que lors d'une première vague d'immigration blanche, pendant la première révolution anglaise, puis noire lors de l'expansion des grandes plantations de tabac, après la Restauration anglaise en 1660.
Au XVIIIe siècle, elle est le berceau de nombreux dirigeants militaires lors de la guerre de Sept Ans puis lors de la guerre d'indépendance ainsi que le point de départ des premières tentatives de s'étendre vers l'Ouest, comme la Ohio Company.

## Colonie anglaise

### Un début difficile
En 1584, le navigateur anglais Walter Raleigh fonde l’établissement de la Virginie sur l'île de Roanoke Island, à la pointe d'un archipel qui se trouve en réalité dans l'État actuel de Caroline du Nord. La première carte fut dressée par le mathématicien Thomas Harriot, qui l’accompagnait. Walter Raleigh aurait également introduit le tabac dans la région. Mais il échoue : la colonie de Roanoke devient la Lost colony, reprise par les Amérindiens.
En 1607, une deuxième colonie anglaise, fondée par la Virginia Company, s’établit à Jamestown. C'est l'époque de John Smith et de Pocahontas. Parmi les fondateurs, des artisans de la cité de Londres qui ont préféré éviter les plantations en Irlande. Ils sont pour la plupart décimés par le manque de ressources.
George Yeardley devient gouverneur de la Virginia Company en 1619. Il fait venir 150 femmes d'Europe et crée une "Assemblée générale" élue de 22 membres, la Chambre des citoyens de Virginie. Dans les mois qui suivent, un millier d'Européens arrivent, sur une dizaine de navires. La même année, un bateau néerlandais débarque à Jamestown 19 travailleurs noirs, des engagés qui sont traités comme des esclaves. Des amérindiens sont réduits en esclavage, pour cultiver le tabac, ce qui provoque de violents conflits avec eux en 1622, entraînant le massacre de 300 colons. La population blanche ne parvient pas à augmenter, avec seulement 1 277 personnes en 1624. Le roi Jacques Ier, donne alors à la Virginie le statut de "colonie royale", reprenant la terre à la Virginia Company.
Le négociant en tabac William Claiborne devient secrétaire d'État de la colonie en 1626 et crée le comptoir de commerce de la Baie de la Chesapeake, sur l'île de Kent, (Maryland), qui permet d'acheter les fourrures de castor des indiens Susquehannock et les revendre en Angleterre. Mais le roi Charles Ier d'Angleterre donne raison à Cecilius Calvert, en décidant que l'île fait partie du Maryland, dont il est propriétaire.

### Les vagues migratoires, puritaine dans les années 1630, royaliste dans les années 1640
Il faut attendre 1640 pour que la population atteigne 5 000 personnes. Une partie des arrivants sont des puritains protestants qui fuient l'intolérance religieuse en Angleterre. Le gouverneur de la colonie William Berkeley prend des mesures pour les empêcher d'arriver. « En 1643 il est défendu à tout ministre de prêcher ou d'enseigner en public » sans accord de l'Église anglicane. « Tous les non-conformistes sont bannis de la colonie » et « quand les ministres arrivent de Boston munis de lettres de recommandation, le peuple a beau se montrer désireux de les entendre, ils reçoivent l'ordre de quitter le pays ».
La Première Révolution anglaise stoppa cette émigration puritaine en faisant renaître les espérances de liberté en Angleterre. Beaucoup de colons puritains repartirent même vers l'Europe. Pendant un quart de siècle, le nombre des départs pour l'Angleterre parait avoir dépassé celui des arrivées, selon les historiens Jean Frédéric Astié et Édouard Laboulaye.
Parallèlement, William Berkeley ouvre grande la colonie aux royalistes qui fuient la Première Révolution anglaise, les cavaliers, appartenant à la noblesse, à la bourgeoisie et au clergé. La population triple dans les années 1640 : en 1650, la colonie compte déjà 15 000 habitants, dont seulement 300 noirs. William Berkeley s'implique dans le soutien à la Monarchie et entraîne à sa suite la Chambre des citoyens de Virginie. Le 10 octobre 1649, elle se réunit pour la première fois depuis le régicide de Charles Ier d'Angleterre et vote une législation punissant quiconque fait l’éloge de ce régicide ou refuse de reconnaitre l’autorité de son fils Charles II d'Angleterre.

### Le Commonwealth d'Angleterre reprend le pouvoir dans les années 1650
La Colonie connut une courte période de suffrage universel entre 1652 et 1660, après la destitution de son gouverneur emblématique William Berkeley. "Afin de réduire les Indes Occidentales sous l'obéissance du parlement", le Conseil d'État décida le 7 mai 1650 d'y envoyer une expédition maritime sous le commandement du chevalier George Ayscue. L'objectif est de contrôler la Barbade et la Virginie, deux bastions de l'opposition royaliste, au même titre que les îles Scilly, Jersey et Guernesey. Le vote des Actes de Navigation vise parallèlement à dissuader l'importation du sucre et du tabac, opérée par des bateaux hollandais. En août 1650, le Parlement anglais décide même un embargo contre les trois colonies qui reconnaissent et soutiennent Charles II d'Angleterre et refusent de se placer sous l’autorité du Commonwealth d'Angleterre : la Barbade, les Bermudes, et la Virginie.
L'expédition anglaise part en septembre 1651. Deux de ses membres, Richard Bennett, gouverneur et William Claiborne ont pour mission de prendre contrôle des colonies royalistes, selon le mandat que leur a donné le Conseil d'État. L'expédition anglaise est composée de 28 navires de guerre, treize destinés à combattre la Barbade et quinze voués à s'emparer de la Virginie. La seconde partie de l'escadre tombe dans une terrible tempête, dont seulement quatre navires seront rescapés.
L'Expédition de la Barbade n'en met pas moins le cap sur la Virginie en janvier 1652 après s'être emparée de la Barbade. Elle envoie des émissaires à William Berkeley pour lui demander de se rendre. La Chambre des citoyens de Virginie, dans une délibération du 19 janvier 1652, décide de déployer une armée de 1200 hommes dans la ville de Jamestown, puis entame des négociations qui débouchent le 12 mars 1652 sur un accord assez favorable à la colonie. En échange de sa reddition, celle-ci obtient le pardon des actions passées, la reconnaissance des dons de terre antérieurs de la Couronne et la liberté du commerce, en violation de la nouvelle politique de la Métropole depuis les Actes de navigation de 1651. William Berkeley obtient même la permission de se rendre à la cour en exil de Charles II d'Angleterre pour lui expliquer les raisons de sa capitulation. Il est remplacé au poste de gouverneur de la colonie par Richard Bennett, gouverneur,.

### Les grands planteurs prennent leur essor à la restauration de la Monarchie
William Berkeley retrouve son siège de gouverneur dès la Restauration anglaise de 1660. La dynastie Stuart, avec Charles II, fils de Charles Ier, lui donne la gouvernance du territoire en remerciement de son soutien. Des planteurs venus de la Barbade, tels que le colonel Benjamin Berringer, ou John Yeamans, s'installent au sud en 1664 pour fonder la Caroline et au Nord pour fonder le New Jersey. Toujours en 1664, Charles II rachète aux Hollandais la région de la Nouvelle-Amsterdam, qui inclut l'ex-colonie suédoise de la rivière Delaware, et rebaptise la ville centrale New York en l'honneur de son frère le duc d'York Jacques Stuart. Avec le Maryland, les catholiques anglais possèdent désormais six colonies, ce qui leur permet de faire pendant aux colonies protestantes puritaines de la Nouvelle-Angleterre et d'empêcher leur extension. C'est l'âge d'or des "Cavaliers", qui marqueront profondément la Virginie, par leurs grandes plantations de tabac, comme Green Spring plantation.
"L'aristocratie en formation trouva un allié puissant dans le gouvernement royal et dans ses agents", a raconté l'historien George Bancroft. La croissance démographique reprend, avec des à-coups, et concerne aussi bien les blancs que les noirs. La Virginie n'avait que 15 000 habitants en 1650, elle en a 40 000 en 1670, puis 40 000 également en 1688, mais 95 000 dès 1715. De 190 000 en 1740, elle passe à 250 000 en 1750, dont 43 % d'esclaves, soit 107 000.
C'est seulement à partir de 1640 que les tribunaux de Virginie ont traité différemment les noirs des autres et seulement en 1664 qu'un "code de l'esclavage" est adopté dans le Maryland voisin, écrivant que les noirs sont esclaves à vie. Et il faudra attendre 1691 pour que l'Assemblée de Virginie décrète l'illégalité des relations sexuelles entre races et une peine de 5 ans d'esclavage ou 15 livres d'amendes pour toute femme blanche qui a un enfant avec un noir, celui-ci étant exposé à 30 ans d'esclavage.

### L'essor de l'esclavage et de la culture du tabac
Les esclaves noirs n'arrivent en nombre significatif qu'après la Restauration anglaise de 1660 puis la création de la Compagnie royale d'Afrique au milieu des années 1670. Ils n'étaient que 150 en 1640 et 300 en 1649, puis leur effectif passe à 2 000 en 1671, 3 000 en 1680 et 6 000 en 1700. Jusqu'en 1663, la Virginie reste la frontière sud des colonies anglaises et la seule à cultiver des terres hors du littoral. Cette année-là, un « complot » d'Africains est signalé dans le comté de Gloucester. En 1639, une loi déclare que les Noirs n'ont pas, au contraire des Blancs, l'obligation de porter des armes, tandis qu'en 1640, à l'arrivée du gouverneur William Berkeley, John Punch, un esclave en fuite, est condamné à la servitude à vie. C'est la première trace écrite d'un statut d'esclave, qui est peu à peu défini par la loi : ainsi, en 1642, une nouvelle loi interdit de porter aide aux esclaves en fuite.
La jurisprudence Elizabeth Key, encore indulgente pour les enfants d'esclaves dans les années 1650, est contrecarrée dans les années 1660, à la restauration anglaise, par un durcissement de la législation, avec la Loi virginienne de 1662 sur l'esclavage : elle stipule qu'une esclave ne peut donner naissance qu'à des esclaves, pour empêcher le métissage, un texte écrit au même moment que le Code des esclaves de la Barbade.
La production de tabac de Virginie continue à progresser dans les années 1670 mais la demande commence à décliner et les prix avec, tandis que les engagés se font plus exigeants sur les conditions. Les prix du tabac se stabilisent entre 1680 et 1710 puis repartent à la hausse après 1720, provoquant une expansion des cultures vers le Sud et l'Ouest. L'économie de la Virginie n'a jamais été très rentable, même de 1660 à 1680, quand elle croît à un rythme de 2,5% par an. Les planteurs de tabac n'exploitent pas la même terre plus de trois ans, afin de pallier l'usure des sols. Pour compléter leurs revenus, des colons achètent des peaux de cerfs auprès des tribus indiennes, en échange d'armes et de munitions, allant parfois les chercher dans l'intérieur des terres.
L'historien Fernand Braudel souligne que « si les exportations de tabac de la Virginie et du Maryland sextuplent en trente ans, entre 1663 et 1699, c'est qu'il y a eu passage du travail des blancs à la main-d'œuvre noire ». Certains s’enfuient et créent des communautés près de la frontière sud, vers ce qui deviendra la Caroline. Les esclaves sont 10 000 en 1704, leur nombre ayant triplé depuis 1680, en un peu plus de vingt ans.
Dès les débuts de la culture du tabac en Virginie, 40 % des quantités importées à Londres sont réexportées vers d'autres pays. L'esclavage dans les plantations de tabac de Virginie  a en particulier pris son véritable essor en 1673, l'année de la création d'un monopole français du tabac, accordé à la marquise de Maintenon, qui dope la contrebande anglaise en provenance de Virginie et lamine les planteurs français de Saint-Domingue. Protégée par son monopole, la ferme du tabac française leur achète en effet leur tabac à très bas prix, pour le revendre très cher en métropole, ce qui revient à donner un avantage concurrentiel au tabac de Virginie, meilleur marché et plus rémunérateur pour les planteurs.

### Des "petits blancs" se révoltent, d'autres s'isolent au pied des Appalaches
Le droit de vote est réservé à partir de 1670 aux seuls chefs de familles et propriétaires. Le droit de l'esclavage est renforcé, pour tenter de souder la population blanche. En 1669, une loi indique que la mort d'esclave pendant une punition corporelle n'est pas un délit. Une autre, en 1670, déclare que tout non-chrétien arrivant en Virginie par la mer est un esclave. Une troisième dit en 1671 que les esclaves africains sont des éléments mobiliers, attachés aux propriétés immobilières. Elle inspirera le Code noir français.
En 1674, le gouverneur William Berkeley vante à son ami le roi d'Angleterre l'absence d'imprimerie et contestation dans sa colonie. Charles II d'Angleterre distribue des terres aux soldats qui l'avaient soutenu lors du combat contre la New Model Army d'Olivier Cromwell, suscitant la colère des anciens pionniers de Virginie. La révolte de Nathaniel Bacon, à l'origine une échauffourée avec la tribu des Andastes, servit cette année-là de prétexte à une rébellion des petits colons blancs, menacés par la chute des prix du tabac, contre les grands propriétaires esclavagistes et leur chef William Berkeley. Charles II envoie la troupe contre Nathaniel Bacon et édicte des lois interdisant toute critique, écrite ou orale.
Également à la fin des années 1670, des protestants s'installent sur les terres pauvres de l'Ouest virginien, dans le Piedmont des Appalaches. Le droit de lever une milice publique, contrôlée par les élus locaux, est reconnu en 1680. Une société complexe, conflictuelle, se construit, avec de riches planteurs esclavagistes, des « pauvres blancs » sans esclaves, souvent ex-engagés anglais, des noirs affranchis, des métis (indiens, blancs et noirs) et des agriculteurs protestants, isolés au pied des Appalaches. À partir de 1689, les protestants sont majoritaires chez les blancs et de nouveaux heurts se produisent entre eux et les grands planteurs catholiques de la côte est. Le nombre d’esclaves africains, pourtant en forte hausse, ne dépassera celui des blancs qu’au début du XVIIIe siècle, avec 6 000 des deux côtés.

### L'onde de choc de la Glorieuse Révolution
En 1688, en Angleterre, la monarchie de Jacques II d'Angleterre est renversée par les parlementaires protestants, qui font appel aux souverains hollandais William et Marie à l'occasion de la Glorieuse Révolution. Ce bouleversement politique entraîne des mouvements similaires aux colonies, où les protestants se sont proclamés maîtres du pays, en lieu et place du propriétaire légitime dépossédé, dès 1689. Les révolutionnaires conservèrent le pouvoir pendant trois ans jusqu'à l'arrivée d'un gouverneur royal, Lionel Copley (1648 – 1693), qui procéda à la réorganisation du pays en 1692, comme le racontent Jean Frédéric Astié et Édouard Laboulaye, dans Histoire de la république des États-Unis depuis l'établissement des premières colonies jusqu'à l'élection du président Lincoln: (1620-1860), puis devint gouverneur du Maryland en succédant à John Coode, le leader des "Protestant Associators", qui avaient pris le pouvoir.
Le révérend James Blair, leader religieux de la colonie se rend à Londres en 1693 et obtient l'autorisation et les fonds pour créer une université, baptisée "College of William and Mary". Jamestown est détruite par le feu en 1698 et, suivant la suggestion des étudiants, la capitale de la colonie est déplacée à côté de l'université, en suivant les plans de l'architecte Theodorick Bland, sur une fortification au confluent des rivières James et York, datant de 1632, et renommée "Williamsburg" .

### À l'est, le règne des grands planteurs auXVIIIesiècle
Entre 1692 et 1700, les planteurs de Virginie placent déjà 47 % de leur tabac hors de Londres. Dès 1733, des obligations sur le tabac sont émises. Le recours massif à la traite négrière est facilité par l'augmentation de la taille des bateaux, vers 1740. Le XVIIIe siècle est l'époque de la Virginia Frontier, à l'aube de la guerre d'indépendance américaine. Sur la côte, les grands planteurs de tabac contrôlent l'économie et la politique. Parmi eux, Lord Granville, président du conseil à Londres, lieutenant d'Irlande, et ami du grand négociant de tabac John Hanbury. Il impose la contrainte aux minorités religieuses de la Caroline du Nord, dont il a hérité de son arrière-grand-père George de Carteret le tiers des terres, selon Fernand Braudel,. Autre "roi du tabac", Thomas Fairfax, petit-fils de Thomas Culpeper II et arrière-petit-fils d'un général rallié aux Stuart en 1661, toujours propriétaire du château de Leeds en Angleterre. Il détient six millions d'acres de terres virginiennes en 1740 et vient habiter chez leur intendant, son cousin William Fairfax, ami du futur premier président des États-Unis, George Washington, lui aussi planteur de tabac, avec 350 esclaves le long de la rivière Potomac. Sa fille épouse Lawrence Washington. Au nord, le tiers du Rhode Island appartient à la famille du futur général Stephen Van Rensellaer, figure de la guerre de 1812.

### Les esclaves noirs libérés par les Anglais
Plusieurs dizaines de milliers d'esclaves noirs ont été libérés par les Anglais en Virginie, en Caroline du Sud, mais aussi en Georgie ou encore dans le Maryland, pendant la Guerre d'indépendance américaine, en échange de leur affranchissment collectif, notamment dans le sillage de la Dunmore's Proclamation (1775) et la Philipsburg Proclamation (1779), au tout début de cette Guerre d'indépendance américaine, à l'issue de laquelle ces Loyalistes noirs seront évacués au Canada, resté une des possessions anglaises importantes puis participeront à la création du Sierra Leone.

### Un demi-million d'habitants lors de l'Indépendance
La Virginie est de loin la plus peuplée des colonies américaines en 1780, lors de la Guerre d'indépendance des États-Unis d'Amérique, devant la Pennsylvanie et le Massachusetts, bien qu'elle ne comporte aucune ville très peuplée. Sa population a presque triplé en trente ans. En 1790, l'Amérique est encore très rurale, car les cinq premières agglomérations ne représentent que 136 000 habitants, soit seulement 5,5 % de la population. En général, entre 1750 et 1780, l'accroissement naturel correspond à 95 % de la croissance démographique des colonies d'Amérique. Le taux de mortalité y est de 25 % contre 35 % à 40 % en Europe, sans que les causes exactes puissent être identifiées, les historiens évoquant un meilleur chauffage, meilleure alimentation et plus grande immunisation contre les épidémies car l'habitat est plus dispersé.
À partir de 1790 ont lieu les premiers recensements par ville et par états, au moment d'une polémique nationale sur l'opportunité d'étendre la colonisation à l'ouest. Il est alors décidé que le seuil de 60 000 habitants doit être atteint avant de créer un nouvel État
.
| Année            | Population en 1750 | Population en 1780 | Position en 1780 |
| Virginie         | 180 000 habitants  | 538 000 habitants  | 1er en 1780      |
| Pennsylvanie     | 85 000 habitants   | 327 000 habitants  | 2e en 1780       |
| Caroline du Nord | 51 000 habitants   | 270 000 habitants  | 3e en 1780       |
| Massachusetts    | 188 000 habitants  | 260 000 habitants  | 4e en 1780       |
| Maryland         | 116 000 habitants  | 245 000 habitants  | 5e en 1780       |
| Connecticut      | 111 000 habitants  | 206 000 habitants  | 6e en 1780       |
| New York         | 76 000 habitants   | 210 000 habitants  | 7e en 1780       |
| Caroline du Sud  | 45 000 habitants   | 180 000 habitants  | 8e en 1780       |
| New Jersey       | 51 000 habitants   | 139 000 habitants  | 9e en 1780       |
| Rhode Island     | 33 000 habitants   | 52 000 habitants   | 10e en 1780      |
| New Hampshire    | 27 000 habitants   | 87 000 habitants   | 11e en 1780      |
| Géorgie          | 5 200 habitants    | 56 000 habitants   | 12e en 1780      |
| Maine            | 0 habitant         | 49 000 habitants   | 13e en 1780      |
| Vermont          | 0 habitant         | 47 000 habitants   | 14e en 1780      |
| Delaware         | 19 000 habitants   | 45 000 habitants   | 15e en 1780      |
| Kentucky         | 0 habitant         | 45 000 habitants   | 16e en 1780      |
| Tennessee        | 0 habitant         | 10 000 habitants   | 17e en 1780      |

### L'histoire abolitionniste de l'Ouest Virginien, entre Pennsylvanie et Tennessee
La Pennsylvanie, voisine, croît aussi, mais sans esclaves noirs, avec 45 000 habitants dès 1715, seulement 33 ans après sa création. C'est le point de passage vers le Piedmont (États-Unis) des Appalaches, dans l'ouest de la Virginie, que peuplent d'abord massivement les protestants de Virginie. À partir de 1740, sur la route du Piémont, les Écossais presbytériens s'arrêtent en Virginie ou continuent vers les Carolines. Plus pauvres, ils n'ont pas d'esclaves et suivent la Great wagon road. Ils obtiennent dès 1778 l'interdiction de la traite négrière en Virginie, lors d'un compromis avec les aristocrates catholiques ralliés à la guerre d'indépendance. Ces derniers voient l'Histoire de la culture du coton frémir en Caroline du Sud et sur la côte de la Géorgie. Ils savent que l'interdiction de la traite négrière ne fera qu'augmenter la valeur de leur propre population d'esclaves. Leurs liens patrimoniaux avec l'Angleterre en font des indépendantistes moins unanimes que l'élite de Nouvelle-Angleterre. Du coup, la révolution américaine doit leur faire une place importante.
Une loi de 1782 entraîne la libération de 10 000 esclaves noirs de Virginie en dix ans. Ensuite, environ 4 000 esclaves de Géorgie et de la Baie de la Chesapeake (Maryland et Virginie) profitèrent de la guerre anglo-américaine de 1812 pour filer vers la liberté en Nouvelle-Écosse, après avoir aidé l'Angleterre pendant la guerre. C'est de cette partie ouest de la Virginie que sont venus les colons du Tennessee, comme la famille de Davy Crockett, né en 1786 dans le comté de Greene, sur les rives de la rivière Nolichucky. Les ascendants de Davy s'étaient établis en Pennsylvanie, puis en Virginie.
Dans les années 1820, des groupes de vigilantes sont organisés dans l’État, notamment avec le soutien d'Andrew Jackson, pour surveiller les esclaves et au besoin les abattre. Ces patrouilles arrêtent également les voyageurs blancs venus du Nord ; ceux ne pouvant fournir une explication valable à leur présence dans le Sud sont arrêtés pour être interrogés en profondeur. Ceux arrêtés avec de la propagande anti-esclavagiste sont fouettés et, à l'occasion, pendus.

### L'Ouest de la Virginie, refusant la Sécession de 1861, crée un nouvel État
Le Tennessee tombera entre les mains de la confédération du Sud, qui applique la loi martiale. Mais à l'hiver 1861, lorsque les esclavagistes voulurent convoquer une assemblée populaire pour ratifier la sécession, la majorité de la population refusa. Andrew Johnson, l'un des plus fervents unionistes, publia une declaration of grievances, un cahier de doléances, qui dévoilait tous les moyens d'escroquerie, d'intrigue et de terreur utilisés pour faire sortir le Tennessee de l'Union lors des « élections ».
Lorsque éclate la guerre de Sécession, les comtés du nord-ouest de la Virginie ne souhaitent pas se séparer de l'Union, à la différence des planteurs du sud et de la côte qui adhérèrent aux États confédérés où se pratiquait l'esclavage à grande échelle. La Virginie Occidentale se sépara donc de la Virginie lors de la Convention de Wheeling qui tînt dans la ville homonyme et fut admise dans l'Union en 1863. L'existence de l'État de Virginie-Occidentale fut entérinée par une décision de la Cour suprême en 1870.
Après la guerre, les lois Jim Crow établissent la ségrégation raciale. Les Noirs libérés de l’esclavage sont privés de leurs droits civiques. Ils ne peuvent ni voter, ni être membres d’un jury. En Virginie, ils ne peuvent se marier avec des Blancs, selon une loi qui perdurera jusqu’en 1967..

## État américain

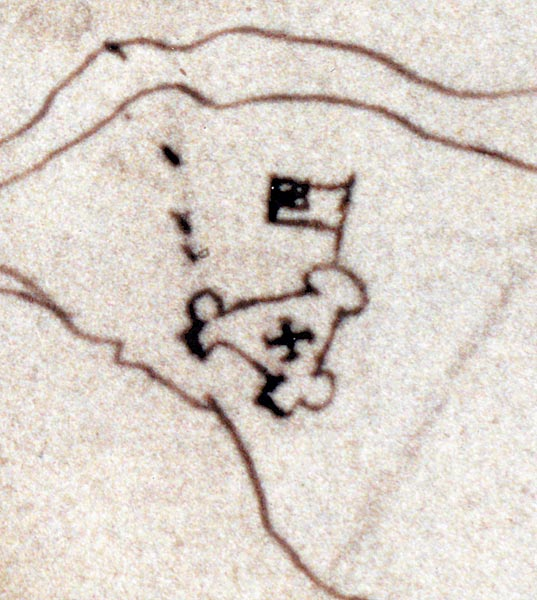
Croquis de fort Jamestown, envoyé au roi d'Espagne Philippe III par son ambassadeur, Zuniga en 1608.

C'est l’une des Treize colonies britanniques en Amérique du Nord qui a fondé les États-Unis, en jouant un rôle moteur. Quatre des cinq premiers présidents des États-Unis venaient de Virginie (Washington, Madison, Monroe et Jefferson).
- En juin 1776, la déclaration d'indépendance de la Virginie, rédigée par Thomas Jefferson, pionnier de l'indépendance américaine, complète la constitution de Virginie. Cette déclaration sert de modèle à la déclaration d'indépendance des États-Unis du 4 juillet 1776. Jefferson deviendra le troisième président des États-Unis.

La Virginie est l'une des premières colonies à abolir l'esclavage, décision qui permet à ses dirigeants comme George Washington, planteur de tabac, de jouer un rôle majeur dans la guerre d'indépendance américaine.
- En 1784, la Virginie cède aux États-Unis les territoires au nord de l'Ohio pour le développement vers l'ouest, selon le système des townships.
- En 1787, le rédacteur de la Constitution américaine, James Madison, est également originaire de Virginie, et deviendra le quatrième président des États-Unis.
- La Virginie fut le premier État du Sud qui adopta la coutume de Thanksgiving.
- En 1862, lors de la guerre de Sécession, les comtés de l'Ouest de l’État, plus pauvres et dont les sympathies vont majoritairement au Nord, font sécession. Ils deviennent la Virginie-Occidentale, situation confirmée par une décision de la Cour suprême en 1870.